# Bingolotto
Bingolotto är ett bingolotteri i Sverige. Lotteriet stöder det svenska föreningslivets ideella verksamheter, idrottsklubbar och föreningar ekonomiskt och 26 procent av intäkterna på varje bingolott som säljs går till det svenska föreningslivet. Lotteriet, som blivit ett av Sveriges allra största lotterier under modern tid., är dock mest känt för sitt TV-sända spelprogram som var enormt populärt och framgångsrikt under framför allt 1990-talet. Spelprogrammet har gått till svensk TV-historia som ett av de mest sedda programmen någonsin. Genom åren har Bingolotto hittills (oktober 2011) givit 17 miljarder kronor till det svenska föreningslivet.
Lotteriet instiftades och grundades redan år 1987, men för att öka intresset och populariteten valde man att anordna bingodragningar. Lotteriets ägare och VD Gert Eklund beslutade sig för att direktsända bingospelen i sin egen TV-kanal Kållevisionen som sände över kabel i hela Göteborgsområdet. Därför kan man säga att lotteriet är en del av programmet och inte tvärtom, då det hela mer upplevs som ett spel- och underhållningsprogram än ett lotteri.
Numera är vinsterna fördelade långt innan TV-sändningen. Programmet är bara en illustration, ett spänningsmoment. Det har hänt flera gånger att det blivit fel i presentationen av fördragningen.
Programmet hade premiär den 16 januari 1989 i Kållevisionen, med Leif "Loket" Olsson som bisittare. Efter två år i Göteborgs lokal-TV ansåg både "Loket" och spelets VD Gert Eklund att man skulle göra Bingolotto till hela Sveriges spel och efter förhandlingar med den nylanserade kommersiella TV-kanalen TV4 kunde man inleda TV-sändningar över hela Sverige.
Den 19 oktober 1991 hade programmet premiär i TV4  och man insåg inte då att detta var starten på en enorm framgång. Programledare var då också Leif "Loket" Olsson, och inför första programmet såldes 75 000 lotter.
Bingolotto ägs och drivs av föreningslivets eget spelbolag Folkspel AB, och tidigare drevs det av Eklundgruppen/IGS (1989–2001) och Novamedia (2002–2004). Programmet produceras idag av Warner Bros. i Gamlestaden, Göteborg. För att säkra överföringen till TV4 i Stockholm från Göteborg anlitar de Teracom.
Populariteten och framgången var som allra störst under 1990-talet. Leif "Loket" Olsson slutade som programledare 1999, men hoppade tillfälligt in igen under åtta program våren 2004, samt under två program den 20 september 2015
Bingolotto granskas av Spelinspektionen och lotterna trycks av Sandéns Security Printing med hjälp av en Canon Colorstream 8160.. Tidigare trycktes lotterna av Idrottens Digitala Print.

## Spelets uppbyggnad

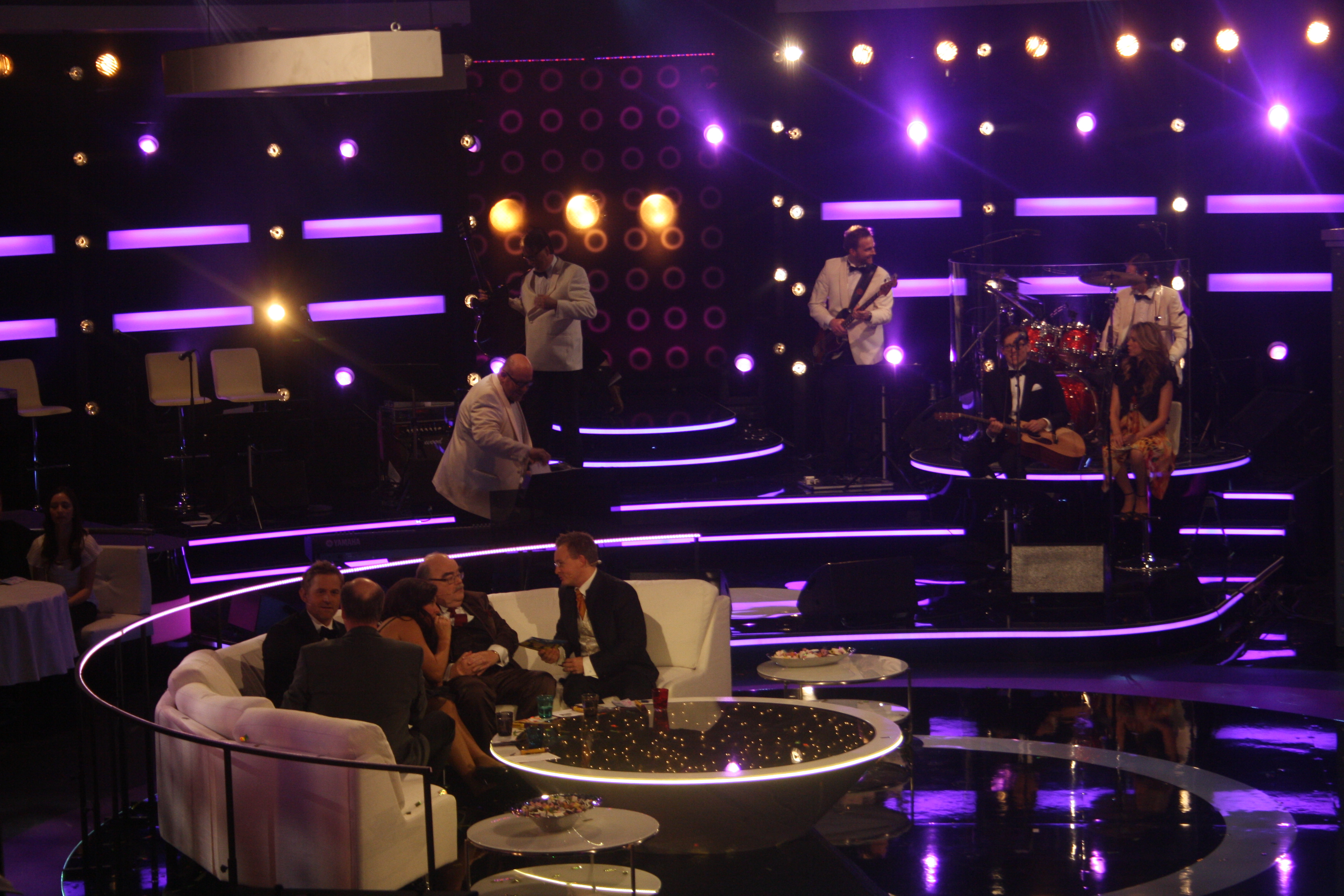
Bingolottos 20-årsjubiléum i november 2011

Programmet är i grunden ett spelprogram. Spelet går ut på att folk under veckorna köper Bingolotter av föreningar och spelbutiker, som de fyller i framför TV-rutan under tre till fem bingospel. Lotterna kan även fås som prenumeration och köpas digitalt via Bingolottos app och hemsida.
Man vinner en förbestämd vinst om man markerar en vågrät rad, det kan vara allt från en ny lott, kontantvinster, resor, varuvinster eller finalspelet.
Om man får bingo kan man ringa in till TV-studion och har då chans att delta i olika spel i direktsändning och vinna ännu mer pengar, resor, presentkort och andra vinster. Det populäraste spelet är enligt programledaren Lotta Engberg spelet Färgfemman, där man bland annat har chans att vinna en ny bil eller en miljon kronor. Man kan också vinna priser om man har rätt lottnummer, som till exempel en bil, en resa och andra vinster.

## Historia

### 1989–1991: Förhistoria, lokalt i Göteborg
Gert Eklund var VD på "Göteborgs Distrikts Idrottsförbund" som hade fått ta över flera bingohallar. Besökarna på bingohallarna uteblev och idén till TV-programmet skapades efter att Eklund sett att man spelat bingo på TV i Danmark. Programmets första säsong bestod av tre program som sändes våren 1989 i Göteborgs lokala TV-kanal Kållevisionen. Dessa tre program sändes inte direkt, utan var förinspelade. Leif "Loket" Olsson var redan från början påtänkt som programledare, men på grund av att han fortfarande hade kontrakt med Sveriges Radio fick han i de tre pilotprogrammen endast vara med som bisittare, medan Helene Engstrand hade hand om det officiella programledarskapet. Engstrand hade Gert Eklund träffat på den restaurang där hon arbetade, och frågat henne om hon var intresserad av att vara med i TV. Till dessa tre program hade flera tusen lotter tryckts upp, men mycket få såldes, omkring 50 per program. När programmet senare startade till hösten 10 oktober 1989 såldes 3 000 lotter och det utökades senare till 45 000 lotter. De första lotterna trycktes av bolaget Ljung & Lundin Datakonsult AB som även hade hand om telefoni och datasystemet i Bingolottos ungdom. När man inledde sändningarna i lokal-TV:n nämnde man från vilket företag som vinsterna kom ifrån men eftersom den svenska lagen inte godtog det skapade man under våren 1990 en bilaga under namnet "Bingolotto Extra" som innehöll spelet Företagsjakten där lottköparen skulle fylla i vilka företag som döljer sig bakom de hemliga lådorna i spelet och efter programmet var det meningen att man skulle skicka in talongen till spelbolaget och då delta i extra dragningar. Bilagan kostade tre kronor och man sålde ungefär hälften så många bilagor som antal lotter innan företagsjakten började läggas in på baksidan av lotten.
10 oktober 1989 drog programmet igång igen, nu direktsänt, med Leif "Loket" Olsson som programledare. Till varje program såldes omkring 10 000 bingolotter under dess tid i Göteborg, och på våren 1990 började Gert Eklund förhandla med den nylanserade kommersiella TV-kanalen TV4 om att direktsända programmet i hela Sverige. Planera var från början att lansera det i Nordic Channel, men Gert Eklund valde istället TV4 på grund av Nordic Channels ekonomiska problem. Under 1990 startade Bingolotto i lokalvarianter i Umeå, Linköping, Jönköping och Malmö. En av programledarna i Umeå var Jan Bylund som började leda programmet igen 14 augusti 2011 i TV4 Plus.

### 1991–våren 1999: Programmets premiär och omedelbara succé

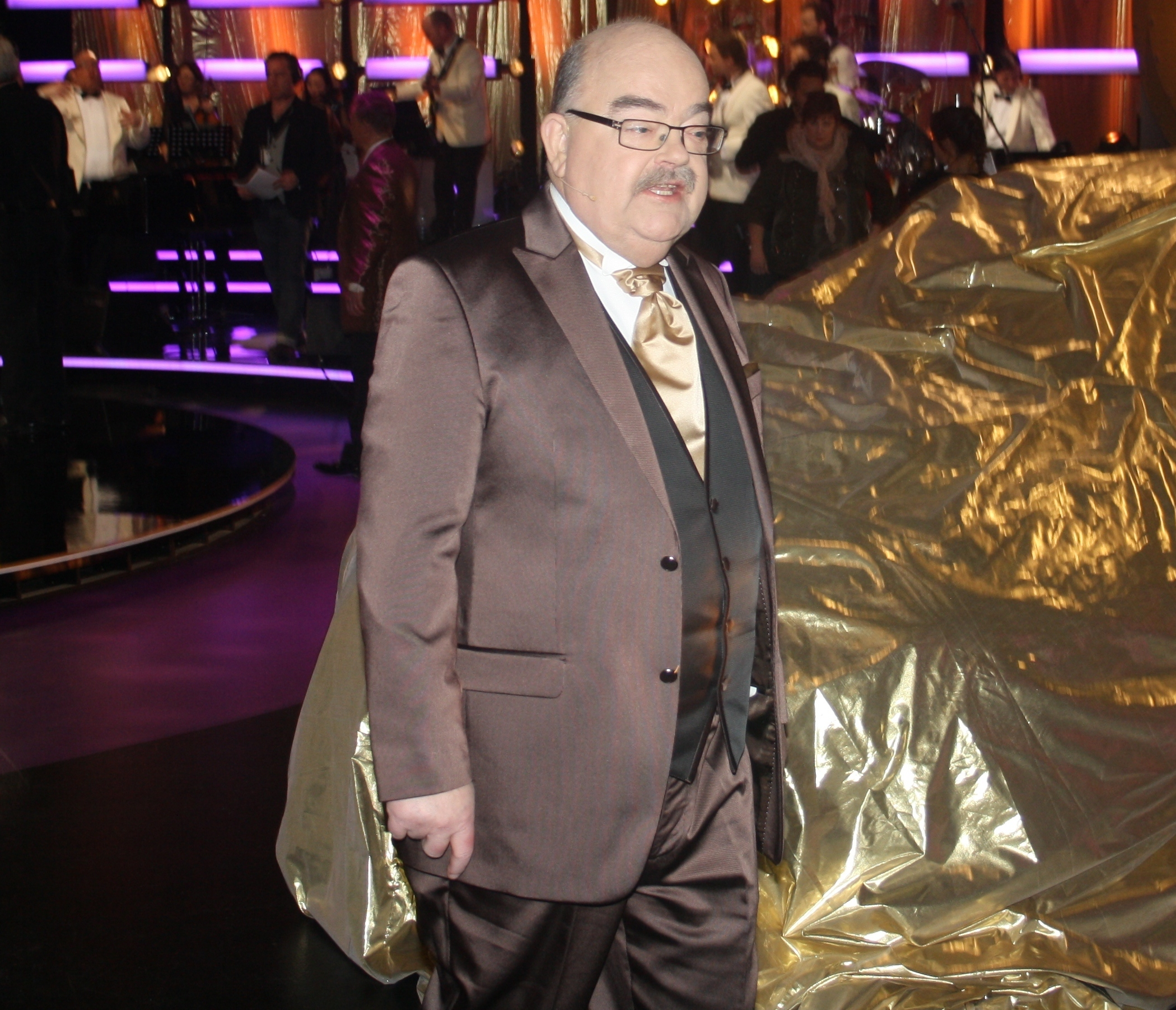
Leif "Loket" Olsson.

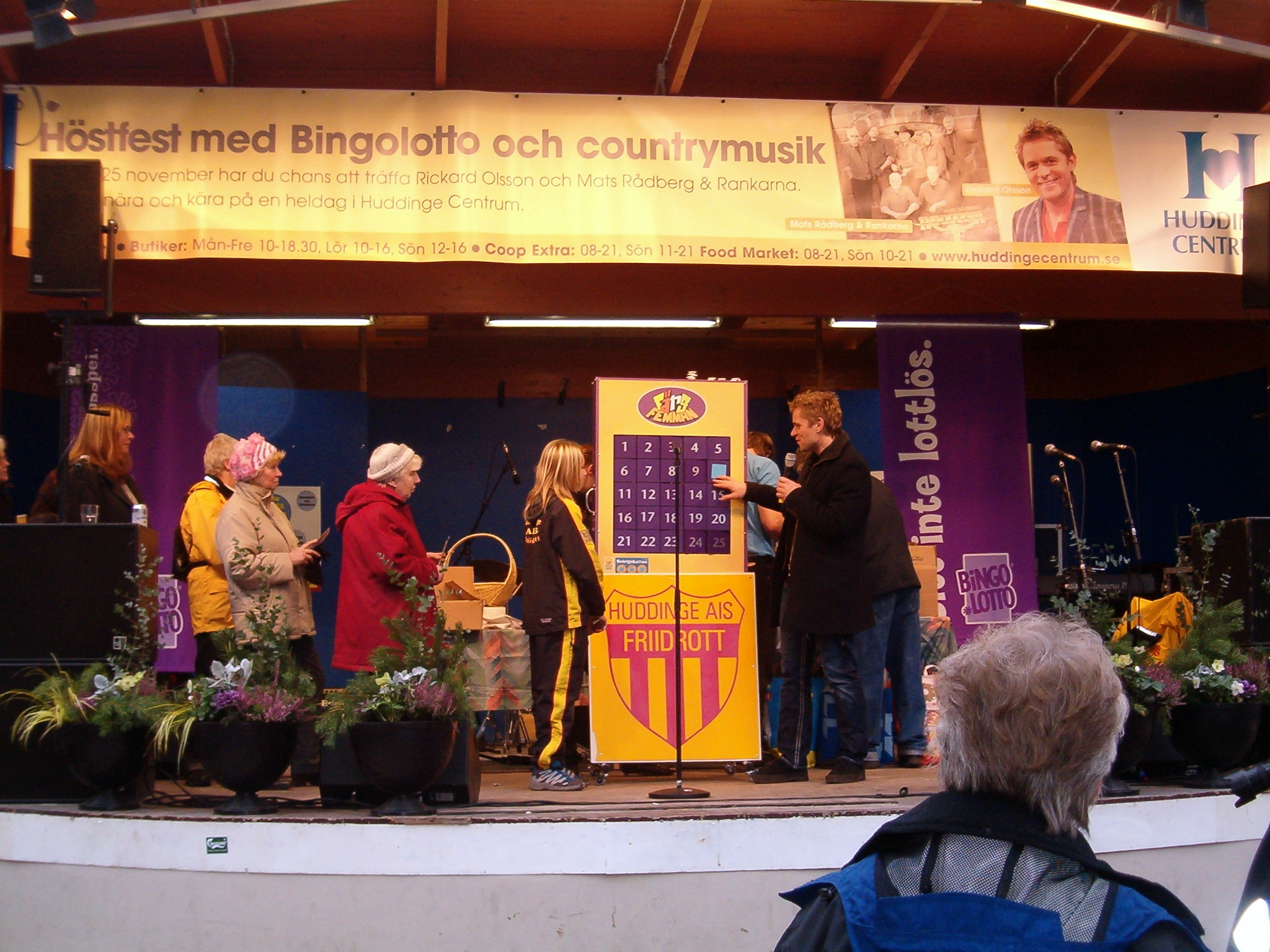
Bingolotto i Huddinge centrum.

Bingolotto hade premiär den 19 oktober 1991 i TV4 med Leif "Loket" Olsson som programledare. Inför första premiärprogrammet trycktes 75 000 bingolotter. Trycket på lotterna var stort och måndagen efter första sändningen mottog kundtjänsten 1800 telefonsamtal och redan till andra programmet hade Bingolotto lyckats trycka 170 000 lotter. Den grafiska dragningen i programmet visades i TV-rutan med hjälp av en dator från Amiga.
När programmet startade i TV4 sände man klockan 18.00-19.00 på lördagskvällen från Restaurang Le Studio i Gårda. Programmet fortsatte sända på måndagar i lokal-TV i Göteborg fram till vårsäsongen 1999. Göteborgsversion av Bingolotto sände från samma studio som vanliga Bingolotto fram till att Leif "Loket" Olsson slutade som programledare i TV4, då han fick leda programmet från en egen mindre studio i Gamlestadens fabriker. Då ändrade man också sändningsdag från måndag till tisdag. Dessutom sändes söndagen den 10 oktober 1999 ett jubileumsprogram då de firade tio år.
Under första säsongen delade man inte ut kontantsummor i programmet utan i stället delade man ut "Köpmannaförbundets Rikspresentkort", vilket ändrades till andra säsongen. 
Under sista säsongen i Göteborg, våren 2000, sjönk lottförsäljningen och 100-kronorsvinsten på en vågrätt rad på bingot tvingades sänkas till 50 kronor. En av anledningen till den minskade lottförsäljningen var att från år 2000 kunde färre se TV21.
I den första säsongen i TV4 fanns det nio lådor, varav en av lådorna innehöll spelet "Stegen" där högsta vinsten var en ny bil. Allt eftersom populariteten växte utökades sändningstiden till 70 minuter den 7 december 1991 men redan veckan därpå blev sändningen förlängd till 90 minuter. Sändningstiden ökade därefter stegvis till 125 minuter under 1993. Ett halvår efter sändningsstarten i TV4 sålde man 300 000 lotter och hade 1,3 miljoner tittare.
Till höstsäsongen 1993 när programmet flyttade till Gamlestadens fabriker i Göteborg, ville man lansera fler spel än de hemliga lådorna för telefonörerna efter bingot och på en presskonferens kom en fotograf från Expressen med idén till lyckotavlorna. Lyckotavlorna bestod av tre målningar och bakom dem dolde sig en hemlig vinst av varierande värde. Under 1997 såldes Bingolotter för 3 180 miljoner svenska kronor. Tittarrekordet är från 1995 som ligger på 3,145 miljoner tittare. Från början kostade lotten 20 kronor men höjdes sedan till 25 kronor inför hösten 1994, och inför våren 1997 höjdes priset till 30 kronor. Programmet som sändes den 21 mars 1992 var det första programmet som fälldes i Granskningsnämnden för radio och TV, under samma år fälldes även programmen som sändes 19 september och 28 november för otillåten produktplacering och under 1993 fälldes programmet tre gånger till, 27 februari, 30 mars och 18 december. I oktober 1992 lanserades Bingolottos första maskot, Bingoberra och hösten därpå lanserades hans flickvän Bingolotta.
I den första säsongen i TV4 medverkade dansbandet Spotlight i varje program, medan man i den andra säsongen även började bjuda in andra dansband, men under den andra säsongen medverkade även Spotlight i flera avsnitt. Från hösten 1993 började Frituna ge ut en samlingsskiva till varje säsong kallad Jackpot med de medverkade artisterna i programmet. Den sista skivan släpptes till vårsäsongen 1998. Den 27 januari 1997 fällde för första gången Granskningsnämnden programmet sedan 1993 för otillåten sponsring. Därefter fälldes programmet nästa gång i en kontroll av tre avsnitt samtidigt, de som sändes 8 och 23 december 2001 och 12 januari 2002.
Hösten 1996 introducerades spelet "Färgfemman" där spelaren skulle välja upp till fem nummer mellan 1 och 25. Bakom numren dolde sig fem färger som innehöll en vinst, fick man samma färg två gånger så stoppades spelet. Inför våren 1999 började man sälja Färgfemman som en skraplott där högsta vinsten var att få komma till studion och få spela Färgfemman. Sedan hösten 1999 är den högsta vinsten i "Färgfemman" en miljon kronor. Inför guldkvällen våren 2010 lanserades i TV-programmet för första gången Färgfemman Deluxe som är en utökad version av spelet med hundra luckor och 5 kg guld som högsta vinst.
Den årliga uppesittarkvällen den 23 december 1995 sågs av totalt 3,145 miljoner tittare, en av de högsta tittarsiffror som någonsin uppmätts för ett svenskt TV-program. Under 1998 släppte Egmont den enda videokassetten från Bingolotto. Den innehöll klipp från programmet från åren 1992-1998 från både Göteborgs och Sverigeversionen av Bingolotto. Lokets sista program var den 5 juni 1999. Loket fortsatte driva Bingolotto i den lokala TV-kanalen TV 21 fram till 2000.

### Hösten 1999–2003: Programmet förändras, förnyas och förfaller
1999 tog programledaren Leif "Loket" Olsson farväl av Bingolotto, och Lasse Kronér efterträdde honom. Under Lasse Kronérs programledarskap började man ta in utländska gästartister som Dolly Parton, Mark Knopfler och David Bowie. Lasse Kronér lyckades dock stabilisera intresset för programmet till omkring två miljoner tittare i veckan under sina två första år som programledare. Dock kom "Bingolotto" aldrig upp i samma enorma popularitet som under 1990-talet igen, därför räknas 1990-talet till "Bingolottos" guldålder.
I december 1999 instiftades syskonlotteriet Millenniumlotteriet som blev starten på Bingolottos julkalender. Varje dag under december hölls en dragning i TV4 med en final på nyårsafton. Hösten 2001 såldes Bingolotto till det holländska lotteri- och mediabolaget Novamedia för 100 miljoner kronor. Novamedias produktionsbolag, Nova TV tog även över efter Gert Eklunds produktionsbolag Gert Eklund Television AB som producerade TV-sändningarna. Leif "Loket" Olsson var mycket negativ till försäljningen, och uttalade sig i kvällstidningarna om att han ansåg att programmet blev alldeles för populistiskt. Under år 2000 upphörde den lokala varianten av Bingolotto.
Den 20 oktober 2001 var det dags för Bingolottos tioårsjubileum, och denna färgsprakande fest direktsändes live från Lisebergshallen i Göteborg. Inför tioårsjubileet hade Lisebergs pariserhjul gjorts om och blivit världens största spelhjul med vinster över 150 miljoner kronor. Bingokalaset bjöd även på flera spektakulära artistuppträdanden, bland annat av Andrea Bocelli, Bonnie Tyler och Carola. Under kvällen medverkade även Leif "Loket" Olsson som tillsammans med sina två björnmaskotar Bingolotta och Bingoberra lottade ut tre stycken så kallade lyckotavlor som innehöll spelen Hästen, Lyckostapeln och Stegen. Loket blev i programmet tillsammans med bland andra Gert Eklund och Göran Persson intervjuad av TV4:s VD Jan Scherman.
Inför månadsfinalerna började man sälja dubbellotter och lottpriset höjdes från 30 till 40 kronor, samt vid längre sändningar till 50 kronor. Höjningen skapade en enorm folkstorm i landet. I december 2001 hade "Bingolotto" tappat hela 100 000 lotter i veckan sedan prishöjningen, och krisen var nu ett faktum. Under våren 2003 minskade lottförsäljningen med 20 procent och programmet hade förlorat varannan tittare sedan mitten av 90-talet.
Under hösten 2002 lanserades ett nytt koncept som började kallas Guldkväll, i april 2011 sände Bingolotto sin 16:de guldkväll. I de tre första omgångarna av Guldkvällen fanns ett spel som kallades Turkronan då en vinnare, som satt hemma i TV-soffan, under programmet skulle ta sig till studion och spela spelet och vinna mellan 1 och 10 miljoner kronor. Två flygplan fanns redo i Sverige för att ta vinnaren till studion. Efter att Granskningsnämnden för radio och TV fällde momentet i början av 2004 slutade man köra spelet. I den första guldkvällen utdelades den största vinsten i programmets historia.
I en artikel i Aftonbladet den 17 september 2002 kritiserade Södertälje SK:s Bingolotto-ansvarige Arne Johansson både programmets utformning och Lasse Kronérs programledarskap. Lottförsäljningen hade då minskat till den nya säsongen till 1,4 miljoner från 1,7 miljoner. Kronér signalerade våren 2003 att det var möjligt att han skulle sluta inom det närmaste året och meddelade detta till kvällstidningarna. Raset fortsatte för Bingolotto under 2003. Lottförsäljningen och tittarsiffrorna befann sig i fritt fall vilket innebar en enorm ekonomisk förlust för det svenska föreningslivet. Uppesittarkvällen 2003 sändes från Tjolöholms slott och sågs av 1,5 miljoner tittare, en något större ökning eftersom juluppesittarkvällarna brukar ha högre tittarsiffror.

### Våren 2004–våren 2005: Kronér slutade, Loket räddade och Svan tog över
Under våren 2004 började Bingolotto sända på söndagar klockan 18.00 istället för lördagar 19.00. Den extra halvtimmen vid månadsfinalerna försvann därmed. TV-programmet Alla mot en var under våren 2004 ett samarbete med Bingolotto. För att få en plats på läktaren krävdes en bingolott.  I Alla mot en hade man också en extra vinstchanser om man hade lott. Den 14 mars 2004 fick Bingolotto 465 500 tittare mot 1 030 000 tittare den 11 januari samma år. 1 april 2004 meddelade Lasse Kronér att han tänkte sluta som programledare efter påskafton, och dagen efter meddelades det att TV4 skulle ta in den forne programledaren Leif "Loket" Olsson under de åtta sista avsnitten av säsongen. Efter sändningen på påskafton 2004 slutade Lasse Kronér och ersattes tillfälligt av Leif "Loket" Olsson. "Loket" lyckades därmed höja intresset för programmet med en topp på 883 000 och fick upp lottförsäljningen igen. Under den korta tiden ersattes också "elakingen" på spelet "Superchansen" med ett stoppfält. Under sitt korta inhopp i Bingolotto återinförde "Loket" sina gamla björnmaskotar Bingoberra och Bingolotta igen.
I maj 2004 meddelade Novamedia och TV4 att "Bingolotto" till hösten skulle fokusera på enbart spel och bingo och införa fler spännande spelmoment och därmed få en helt ny skepnad. Efter vårsäsongens avslut lämnade "Loket" återigen programmet och Gunde Svan presenterades som ny programledare.
Till hösten 2004 blev Gunde Svan ny programledare. I programmet började man fokusera mer på föreningarna och bjöd in fem föreningar att få sitta på en levande bingobricka under programmet. De traditionella lådorna ersattes av tolv portar.
 Under första säsongen med Gunde Svan medverkade endast musikartister på guldkvällen och uppesittarkvällen, till hans andra säsong tog man tillbaka musiken. Under våren 2005 annonserades det emellertid att Gunde Svan tänkte sluta i juni samma år, och han ersattes till hösten av 2005 av TV-profilen Rickard Olsson.

### Hösten 2005–2007: Vändning uppåt

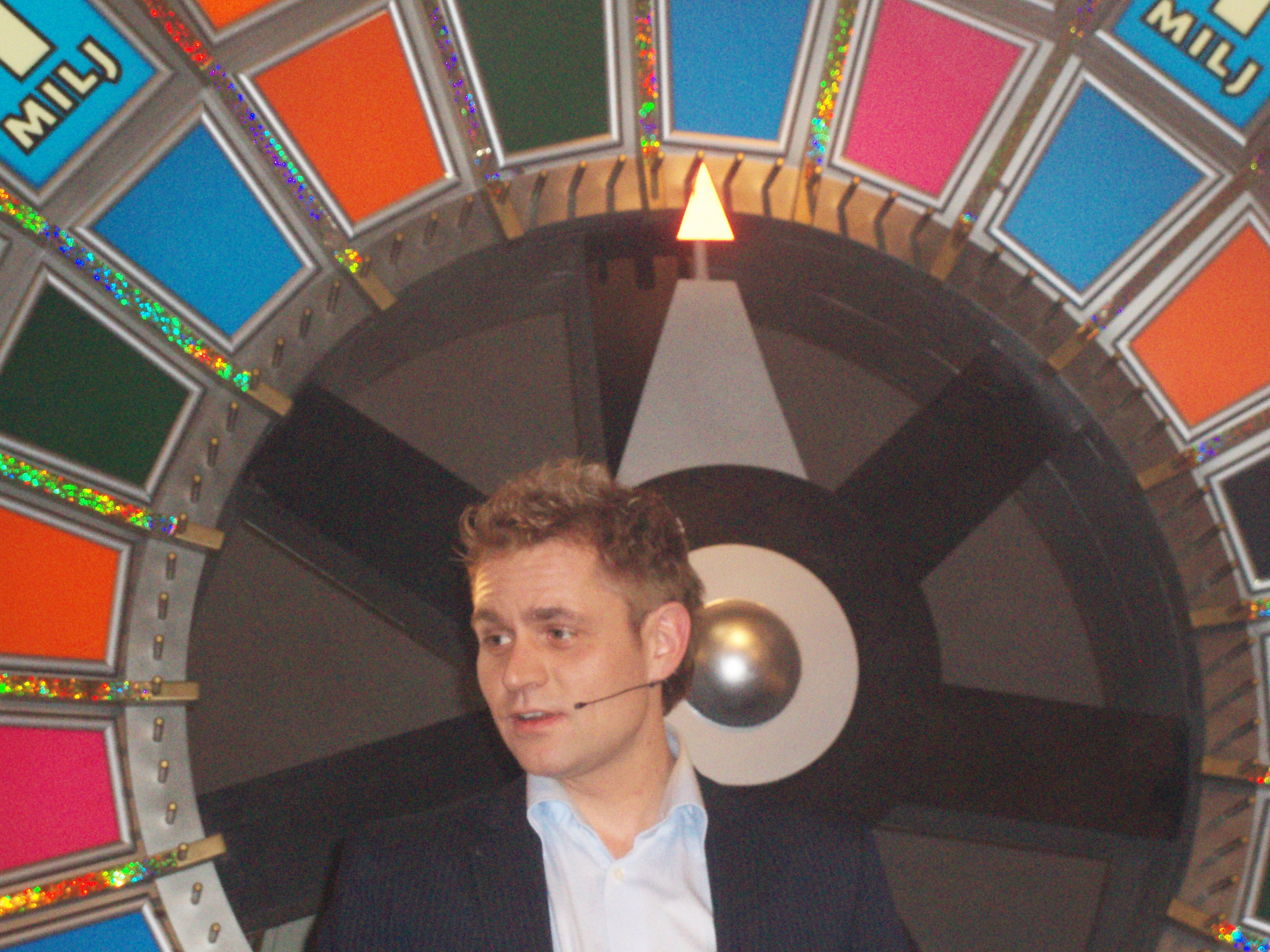
Rickard Olsson i Bingolottostudion 2006.

När Rickard Olsson tog över Bingolotto till hösten blev han snabbt populär bland tittarna och han tog tillbaka de traditionella lådorna. Efter en undersökning genomförd av Expressen utsågs han till den bästa programledaren i Bingolottos historia. Programmet hade höga tittarsiffror men sämre lottförsäljning och i snitt 300 000 tittare såg programmet utan lotter. Under en period provade man att ha bokstavsbingo med tillhörande korsord. Olssons första guldkväll ägde rum i Löfbergs Lila Arena i Karlstad. Inför premiären i TV4 Plus sändes en extra halvtimme med Bingolotto i november 2007. I programmet den 30 april 2006 gjordes ett lyckat världsrekordförsök då man spelade på världens minsta bingobricka. 23 mars 2006 lanserades nätbingo tillsammans med Bonnier Gaming, under första dagen var omsättningen 12 385 kronor och man införde möjligheten att köpa bingolotter på nätet som spelaren själv skriver ut.

### 2008–2010: Nypremiär i TV4 Plus, Olsson lämnar och Bingo-Lotta tar över

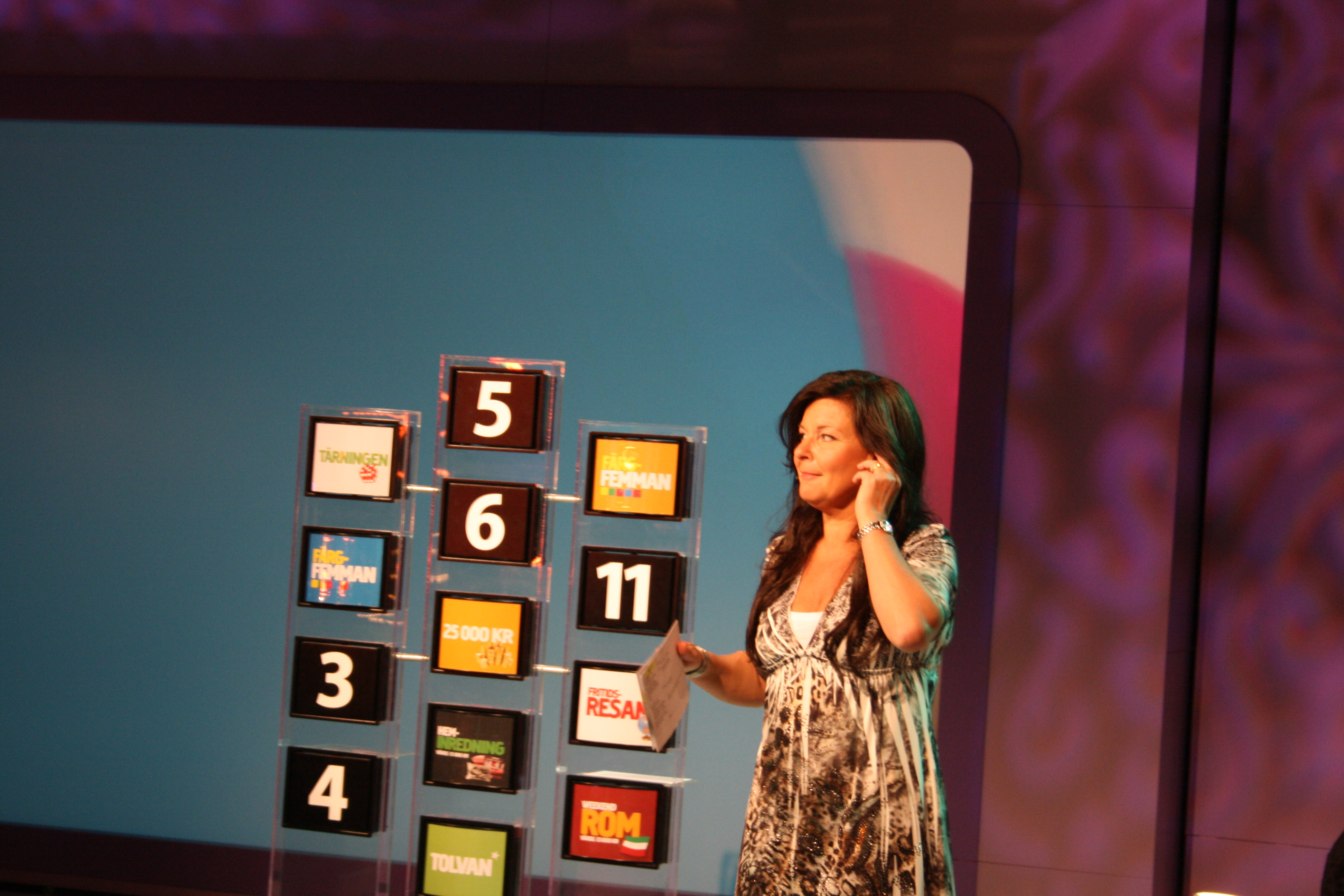
Lotta Engberg, programledare 2008-2011

Efter årsskiftet 2007/2008 började Bingolotto efter 16 år i TV4 sändas i systerkanalen TV4 Plus. Programmet bytte sändningsdag från söndag till lördag.
Flytten till TV4 Plus – en betydligt mindre etablerad TV-kanal – innebar att programmets popularitet sjönk drastiskt. Tittarsiffrorna sjönk och bottennappet nåddes i slutet av maj 2008 då ett program endast hade 90 000 tittare. Då hade Rickard Olsson redan beslutat sig för att sluta som programledare, och säsongsavslutningen blev hans sista avsnitt. Då programmet flyttade till TV4 Plus började programmet samsändes i Ålandskanalen. Från 31 augusti 2008 leddes programmet av Lotta Engberg på söndagar mellan 19.00 och 21.00. Den nya säsongen innebar flera nyheter med bland annat vinster på varje rad i bingospelen, men också nya programpunkten Lotta är nyfiken på där Engberg intervjuar en gäst och bjuder på tillbakablickar i gästens liv. Bingolotto anställde då även reportern Per Dahlberg som började göra återkommande reportage för programmet. Programpunkten är inspirerad av SVT:s klassiska program Här är ditt liv.
Den nya programledaren och den nya inriktningen har gett ökade tittarsiffror och sålda lotter. Sedan höstsäsongen 2008 kom igång har tittarsiffrorna legat mellan 310 000 och 375 000 personer. Även bland gäster och artister har programmet blivit populärt igen. Man tog tillbaka "Husbandet", med Leif Ottebrand som kapellmästare. Bingolotto fortsatte att sända i TV4 under ett antal gånger varje år.
Till och med Leif "Loket" Olsson har sagt att han blev positivt överraskad när Lotta Engberg tog över och trodde nu att Bingolotto kunde bli mycket populärt igen. 27 september var det dags för höstens guldkväll och den hade 635 000 tittare. 23 december var det dags för den årliga uppesittarkvällen där tittarsiffrorna landade på 1 195 000 tittare. Säsongspremiären den 11 januari 2009 sågs av 470 000 tittare. Det är Bingolottos rekord på TV4 Plus och även kanalens tittarrekord någonsin.
Under sommaren spelade man sommarbingo i samband med Engbergs allsångsprogram Lotta på Liseberg. Det sändes på måndagar i TV4 klockan 20.00–21.30. Den 16 augusti började höstsäsongen. Harald Treutiger var programledare 18 januari och 25 januari samt 11 oktober och 18 oktober. Uppesittarkvällen sändes mellan 19.30 och 00.10 och såg av 1 024 500 vilket blev tittarrekord för TV4 för den veckan. Bingolottos vårsäsong inleddes den 10 januari 2010 i TV4 Plus, guldkvällen ägde rum i TV4 den 4 april. Under vecka 9 kördes livebingo på hemsidan mellan 12.00 och 13.00 med Helena Brunkman. I februari tog Mattias Bylund över rollen som kapellmästare. Den 18 april och 25 april var Agneta Sjödin programledare, då Lotta Engberg hade semester. Den 23 maj vigdes Kaisa Eriksson och Daniel Forsberg i programmet, präst var Håkan Dafgård. Vårsäsongen avslutades den 13 juni, därefter startade höstsäsongen 15 augusti, lottpriset höjdes då till 50 kronor. För andra sommaren i rad spelade man sommarbingo i samband med Lotta på Liseberg som sändes på måndagar under sommaren i TV4. Efter vårsäsongen slutade PAF att sälja Bingolotter, på Åland efter svikande försäljningssiffror.
Programmet fortsatte under hösten 2010 med i stort sett likadant upplägg som under de två föregående åren. För femte gången var Harald Treutiger programledare för Bingolotto den 22 augusti 2010 då Lotta Engberg drabbades av ryggskott. Den 10 oktober 2010 ersattes Lotta Engberg av Linda Bengtzing. Höstens guldkväll ägde rum 7 november då integrerade man Facebookanvändare i programmet. Efter sändningen den 5 december körde man en kort sändning på webben. Den 15:de uppesittarkvällen sändes 23 december med 1 098 000 tittare, vilket var årets tittarrekord.

### 2011–2013: Engbergs sista säsong – Jan Bylund tar över

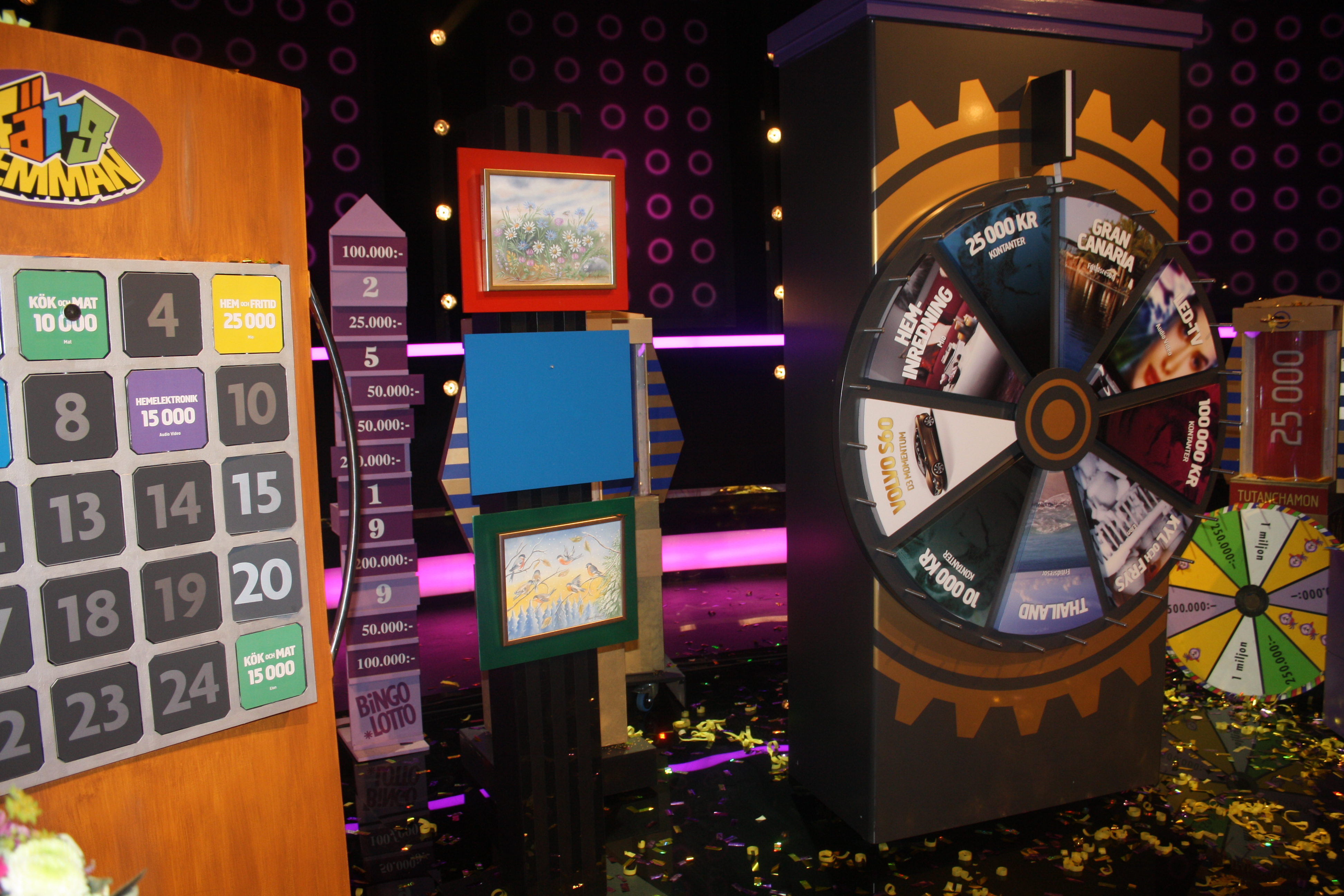
Bingolottos 20-årsjubiléum i november 2011.

Bingolottos tjugonde årgång startade den 9 januari 2011 och vårsäsongen fortsatte till 12 juni. Tre dagar innan säsongspremiären gick Lotta Engberg ut med att hon bestämt sig för att lämna programmet till sommaren. Från och med augusti 2011 blev Jan Bylund programmets nya programledare. Han var tidigare programledare för Bingolotto i Umeå under 1990. Innan han valdes gjordes en audition med bland annat Patrik Zackrisson.
Den 4 mars började Per Dahlberg leda "Bingolotto Play" en halvtimme före och en timme efter sändning, webbsändningen fortsatte på hösten från fjärde programmet, men halvtimman före togs bort. Linda Bengtzing var för andra och tredje gången gästprogramledare för Bingolotto, vilket skedde den 3 april och 10 april. Traditionsenligt sändes Bingolottos första så kallade "Guldkväll" på påskdagen, den 24 april 2011 i TV4. För tredje gången körde man då spelet Färgfemman Deluxe. Tittarsiffrorna var 276 000. I mars skickade Bingolotto ut reklamutskick där de erbjöd gratis lotter mot att man blev prenumerant. Detta erbjudandet anmäldes av en privatperson till Konsumentverket. Trots detta bestämde sig Bingolotto för att köra kampanjen igen inför guldkvällen. En liknande kampanj ägde rum 2004 där man erbjöds en gratis lott mot att man blev prenumerant.
Från och med höstsäsongen sändes programmet endast under en timme, istället för två timmar. Dock sändes programmet utan reklamavbrott. Programmet kallas av spelbolaget för "Bingolotto non stop". Bingolotto firade under hösten 2011 att de under 20 år sänt i TV4-gruppen och sände ett jubileumsprogram på torsdagen 17 november 2011. Då gästades programmet av de gamla programledarna Lasse Kronér, Leif "Loket" Olsson, Lotta Engberg och Rickard Olsson. Lotta Engberg var bisittare i uppesittarkvällen under 2011.

### 2013: Jan Bylund sista säsong – Marie Serneholt tar över
Jan Bylund slutade efter vårsäsongen 2013. Marie Serneholt tog över till hösten som programledare. I Bingolotto hade man till den säsongen gjort om bingospelen, och det tredje bingospelet blev ett klassiskt bingo med tre brickor med fem rader. I anslutning till programmet sändes också Upp till Miljonen. Musikgästerna togs bort som stående inslag och så fanns det en panel i varje avsnitt. Programmet tog senare tillbaka musikinslagen och utformningen av det tredje bingospelet.
Bingolotto började denna säsong även använda sig av programvara från företaget Ventuz för den grafiska grafiken i programmet. 

### 2014–2017: Ingvar Oldsberg
Den 24 augusti 2014 tog Ingvar Oldsberg över programledarrollen i Bingolotto, som också förlängdes med 30min.
Vid höstsäsongens start 2015 bytte programmet kanal från Sjuan till TV4, och började då sända mellan kl. 18-20 med en halvtimmes paus 19-19:30 för TV4-nyheterna.
Den 15 oktober 2016 leddes programmet av Renée Nyberg, då programmets 25-årsjubileum gick av stapeln, direktsänt från Lisebergshallen. Under kvällen medverkade flera av de tidigare programledarna både som gäster, då de blev intervjuade av Nyberg  men även som spelledare under de olika spelen. Medverkande tidigare programledare var förutom Oldsberg, även Marie Serneholt, Lotta Engberg, Rickard Olsson, Lasse Kronér och Leif "Loket" Olsson. Den 8 december 2017 fick Ingvar Oldsberg sparken efter en utredning av produktionsbolaget som visade på allvarliga arbetsmiljöproblem.

### från 2017 och framåt: Lotta Engberg, Agneta Sjödin, Rickard Olsson samt Stefan Odelberg
Lotta Engberg och Agneta Sjödin ersatte säsongen 2017 ut. Engberg och Sjödin blev även programledare våren 2018.
Rickard Olsson återvände som programledare hösten 2018. Under Olssons semester våren 2019 vikarierade magikern Stefan Odelberg i rollen som programledare, en roll som han och Lotta Engberg permanent tog över från hösten 2020 då båda växelvis började att leda programmet. 2021 började programmet sändas på Midsommarafton. Programmet fick också en sommarupplaga, "Bingolottos sommarkväll".
Den 7 januari 2023 började Bingolotto återigen sändas i Sjuan. Programmet återgick även till sin ursprungliga dag och sändes på lördagar. I augusti 2023 flyttade programmet tillbaka till söndagar med Lotta Engberg och Daniel Norberg som programledare. Lottpriset höjdes då från 50 till 60 kronor på ordinarie spelkvällar. Från 5 januari 2025 går programmet återigen i TV4.

### Bingolotto Plus
Under 2003 sände TV4 ett 45-minuters bingoprogram i TV4 Plus innan Bingolotto. I programmet spelade man bingo två gånger. För att spela de extra bingospelen behövde man en vanlig bingolott för den aktuella veckan. Vann man kunde man ringa in och få en hemlig låda. Till bingoprogrammet hörde också ett korsord. I varje program medverkade en gäst, med ett längre samtal. Programmet sändes dagen efter i repris i vanliga TV4.
Programledaren för programmen var Sofia Rågenklint, Östen Eriksson, Harald Treutiger och Lotta Engberg.

## Största vinsten
Bingolottos första miljon delades ut 12 september 1992, Men programmets högsta vinst delades ut den 2 november 2002 då en florist "Guld-Ulla" ifrån Vara i Västra Götalands län vann den största vinsten i Bingolottos historia. Hon delade hela vinsten på 31,5 miljoner med sina två döttrar, och de tre fick därför 10,5 miljoner var. Efter detta fick Bingolotto enorm kritik för att de ansågs centralisera vinsterna för mycket till en och samma person, varefter Bingolotto skickade ut ett pressmeddelande där de lovade att fler skulle få vinna. Troligen kommer detta enorma belopp att kvarstå som Bingolottos högsta vinst, som har varit den sjätte största i svensk lottohistoria. Den högsta vinsten är sedan augusti 2011 tre miljoner.

## Musik
I programmen görs musikpauser där en artist eller grupp uppträder, med undantag för de flesta programmen för hösten 2004. Då Leif "Loket" Olsson ledde Bingolotto dominerades programmets musikinslag av dansband. Därefter har även övrig populärmusik allt mer blivit en del av musikinslagen. Under de flesta säsongerna av Bingolotto har programmet haft ett eget husband, det första husbandet gick under namnet Spotlight. När bingospelen spelas mellan våren 2000 och våren 2004 samt hösten 2006 och våren 2011 instrumentala versioner av låtar spelats upp direkt i studion, resten av tiden har man istället spelat upp en förinspelad specialkomponerad slinga. Mellan 1993 och 1998 publicerades tio CD-skivor och kassetter där deltagande artister från programmet spelade sina låtar. Jackpot. Under den tiden spelade också artisterna även ofta in låtar utanför sändningen som sändes vid ett senare tillfälle i TV-programmet Dansbandsdags. Medlemmarna i Bingolottos senaste husband var Mattias Bylund, Per Strandberg, Michael Engström och Miko Rezler. Tidigare medlemmar bland annat har varit Jan Zirk.

## Bingolotto och svensk idrottsrörelse
Försäljningen av bingolotter blev med åren en viktig inkomstkälla för föreningslivet i Sverige, inte minst idrottsföreningarna. Under lågkonjunkturen i början av 1990-talet minskade de kommunala och statliga anslagen till idrotten, vilket gjorde Bingolotto ännu viktigare för föreningslivet. Många idrottsföreningar har ibland fått kritik för att de mer eller mindre tvingat föreningsidrottande barn att sälja bingolotter genom att tjata på dem. Svenska Riksidrottsförbundet skriver i ett uttalade på sin hemsida att ingen ska tvingas att sälja bingolotter. Kritik har också riktats mot att föräldrarna känner press att köpa de lotter som barnen säljer.

## Programledare
- 16 oktober 1989–5 juni 1999 – Leif "Loket" Olsson[N 1]
- 28 augusti 1999–10 april 2004 – Lasse Kronér
- 29 augusti 2004–4 juni 2005 – Gunde Svan
- 28 augusti 2005–5 juni 2008 – Rickard Olsson
- 31 augusti 2008–12 juni 2011 – Lotta Engberg[93]
- 14 augusti 2011–9 juni 2013 – Jan Bylund
- 11 augusti 2013–15 juni 2014 – Marie Serneholt
- 24 augusti 2014–3 december 2017 – Ingvar Oldsberg
- 26 augusti 2018 – 29 mars 2020 – Rickard Olsson
- 23 augusti 2020 - 23 juni 2023 - Stefan Odelberg
- 23 augusti 2020 - Lotta Engberg
- 27 augusti 2023 - Daniel Norberg

### Gästprogramledare
- 15 februari 2003, 9 och 16 november 2014, 18 januari - 1 februari 2015, 4 oktober 2015, 1-15 maj 2016, 23 december 2017– 18 februari 2018, 26 januari 2020, 5 april 2020 - 14 juni 2020  – Lotta Engberg
- 18 april–6 juni 2004, 20 september 2015 – Leif "Loket" Olsson
- 18—25 januari, 11–18 oktober 2009 och 22 augusti 2010 – Harald Treutiger
- 18—25 april 2010, 10 och 17 december 2017, 25 februari 2018 - 17 juni 2018 – Agneta Sjödin
- 10 oktober 2010, 3 och 10 april 2011 – Linda Bengtzing
- 6 april 2014 – Jan Bylund
- 24 januari 2016 - Jessica Andersson
- 31 januari 2016 - Jesper Aspegren
- 7 februari 2016 - Casper Janebrink
- 15 oktober 2016 – Renée Nyberg, i samband med Bingolottos 25-årsjubileum.[94]

### Bisittare
- 30 augusti–4 oktober 2003 – Louise Karlsson
- 11–25 oktober och 8–15 november 2003 – Helen Alfredsson
- 6 november 2004, 26 mars och 4 juni 2005 – Agneta Sjödin
- 23 december 2011, 17 juni 2018, 31 december 2018, 31 december 2019 – Lotta Engberg
- 23 december 2012 – Tilde de Paula
- 31 december 2012 – Leif "Loket" Olsson
- 23 december 2013 – Ingvar Oldsberg
- 23 december 2017 – Elisa Lindström

### Lokal-TV
- Göteborg: Helene Engstrand, Leif "Loket" Olsson, Sverre Andersson
- Umeå: Helena Blomqvist, Jan Bylund

## Lottpriser
- Enkellott – 60 kronor
- Dubbellott – 120 kronor
- Trippellott (endast vissa program) - 150 kronor

### Behållning
- Lott 1–50 = 15 kr
- Lott 51– = 18 kr
- Prenumeration = 13 kr

Dubbellott ger dubbel behållning.

## I populärkultur
- Filmen En på miljonen från 1995 inleds med ett påhittat avsnitt av Bingolotto, där grannen till huvudrollspersonen vinner tre miljoner på spelet Superchansen.
- Programmet syns i Madonnas musikvideo till Ray of Light från 1998, regisserad av Jonas Åkerlund.[95]
- I en reklamfilm från AMF som hade premiär i november 2009 visades ett klipp från en sändning som ägde rum 1994.[96]
- I avsnitt 23 av SVT:s julkalender 2015, Tusen år till julafton, syns programmet från uppesittarkvällen 1996.